# メルセデス・ベンツ・EQE SUV
メルセデス・ベンツ・EQE SUV（Mercedes-Benz EQE SUV）は、ドイツの自動車メーカーであるメルセデス・ベンツが製造し、EQブランドで販売する電動のEセグメント高級クロスオーバーSUVである。
同様のプラットフォームを使用する同名のセダンについては、EQEを参照。

## 初代（X294、2023年 - ）
2022年10月、パリのロダン美術館で発表されたのち、2023年4月、欧州で販売開始。日本では2023年8月から受注が開始された。
先行して発売されたEQE（V295）のSUVバージョンとして開発され、同社のGLEに相当するEVのミドルサイズSUVである。EQS・EQS SUV・EQEに続き、EVA2プラットフォームを採用する4番目のモデルであり、内外装のデザインも、これらの車種のコンセプトを踏襲するが、旋回性能を高めるため、ホイールベースがEQEより9cm短縮されている。
エクステリアは、全体的に丸みを帯びたデザインとなっており、Aピラーからルーフ、リアにかけて滑らかな曲線を描く。機能性やエアロダイナミクスに対する厳しい要求を満たす「目的に沿ったデザイン」には、ゆったりとした面の構成、 継ぎ目の少なさ、そしてシームレスデザインといった「Sensual Purity（官能的純粋）」の思想が反映されている。前後にライトバンド（光の帯）が設けられ、EQモデルであることを強調する。ライトバンド（光の帯）で繋がれた左右のヘッドライトには、2つの小さなラインが配される。
フロントフェイスの「ブラックパネル」ユニットには、超音波センサー、カメラ、レーダーセンサーなど、運転支援システムのさまざまなデバイスが組み込まれている。ただし、それらが表から直接見えることはないよう処理されている。左フェンダー側面のサービスフラップは、ウォッシャー液補充のためのもので、ボンネットは、室内用エアフィルター交換などのメンテナンス目的の場合に、サービス工場でのみ開閉可能である。
専用プラットフォームにより、エンジンやトランスミッションのスペースが必要無い分、Aピラーをより前方に配置し、前後のオーバーハングを切り詰めることで、広いキャビンスペースを確保した。さらに、リア・アクスルステアリング（最大10度）の採用により、最小回転半径は、同社のコンパクトモデルであるAクラス（W177）の5.0mをも凌ぐ、最小の4.8mを実現している。浮遊汚染物質を除去する、新開発の大型HEPAフィルターも装備する。
高速巡航時にボンネットが浮く現象を抑えるため、左右フェンダーまで回り込んだボンネットに加え、エアロダイナミックホイール、テールゲートスポイラー、格納式ドアハンドルの採用などにより、Cd値は0.25を達成した。高周波の風切り音に対しては、ドアやウインドウのシールに特殊な防音対策を施したほか、Aピラーには、フロントウインドウとの境目に、特殊な形状のゴム製トリムを取り付けることで、大幅なノイズの低減を実現した。
インテリアは、3枚の高精細パネルとダッシュボード全体を1枚のガラスで覆うワイドスクリーンで構成された、新開発の「MBUX ハイパースクリーン」が用意される。センターコンソールの下側は宙に浮いたような構造となり、左右のエアアウトレットは、ジェットエンジンのタービンを模したデザインとなる。なお、非装着時には、センターディスプレイとデジタルコックピットがそれぞれ独立して装備され、W223に近しいデザインとなる。
車や歩行者に加え、自転車も検知する「アクティブブレーキアシスト」や「緊急回避補助システム」をはじめ、ステレオマルチパーパスカメラと、360度カメラシステムを併用することで、より精密に、車線中央を維持するようになった「アクティブステアリングアシスト」など、最新の安全運転支援システム「インテリジェントドライブ」も搭載されている。
走行モードを好みに合わせて変更できる「ダイナミックセレクト」機能も備わる。走行モードは、コンフォート、スポーツ、エコ、インディビジュアル、オフロードから選択でき、モードに応じてサスペンション、アクセル特性、ESPなどの設定が切り替わる。スポーツモードとコンフォートモードでは、時速120km/h以上になると、エアサスペンションにより、それぞれ車高が自動的に10mm、20mm下がり、空気抵抗を低減する。オフロードモードでは、ESPのON/OFFの切り替えも可能となる。
電費改善のための新たな機能も追加された。1つ目がフロントアクスルのディスコネクトユニット（DCU）で、4WD仕様がフロントモーターの駆動力を使わない状況において、フロントアクスルのクラッチを切り離し、駆動力を遮断する。2つ目がヒートポンプユニットで、インバーター・バッテリーから発生する排熱を回収し、車内の暖房に用いることで、システムの効率を改善する。前者により約6％、後者により約10％の電費向上を実現した。これらの機能は、他のEVA2プラットフォームの車種にも、マイナーチェンジで導入される予定である。
AMGバージョンである「Mercedes-AMG EQE 43 4MATIC SUV」および「Mercedes-AMG EQE 53 4MATIC+ SUV」も用意される。両者ともに、前後2基のモーターが搭載され、4MATICシステムにより、走行状況に応じて前後の駆動トルクが連続的に制御される。最上級グレードのEQE 53の最高出力は626 psで、オプションの「ダイナミック・プラス・パッケージ」を選択し、ブースト機能をONにした場合、最大出力が687 psまで増強する。エクステリアには、専用のグリルとAMGのエンブレムがあしらわれるほか、専用のリアディフューザーとスポイラー、専用ホイールが装備される。インテリアにも、AMG仕様の専用ファブリックとステッチ、ステアリングホイールが採用される。

### 日本での販売
2023年8月25日、発表。同日より「EQE 350 4MATIC SUV Launch Edition」および「Mercedes-AMG EQE 53 4MATIC+ SUV Launch Edition」の予約注文の受付を開始した。両者ともに、右ハンドルのみの設定となる。
2024年1月、仕様変更。【MP202401】より、導入記念特別仕様車「Launch Edition」に代わり、通常グレード「EQE 350 4MATIC SUV」および「Mercedes-AMG EQE 53 4MATIC+ SUV」が導入される。両者ともに、右ハンドルのみの設定となる。

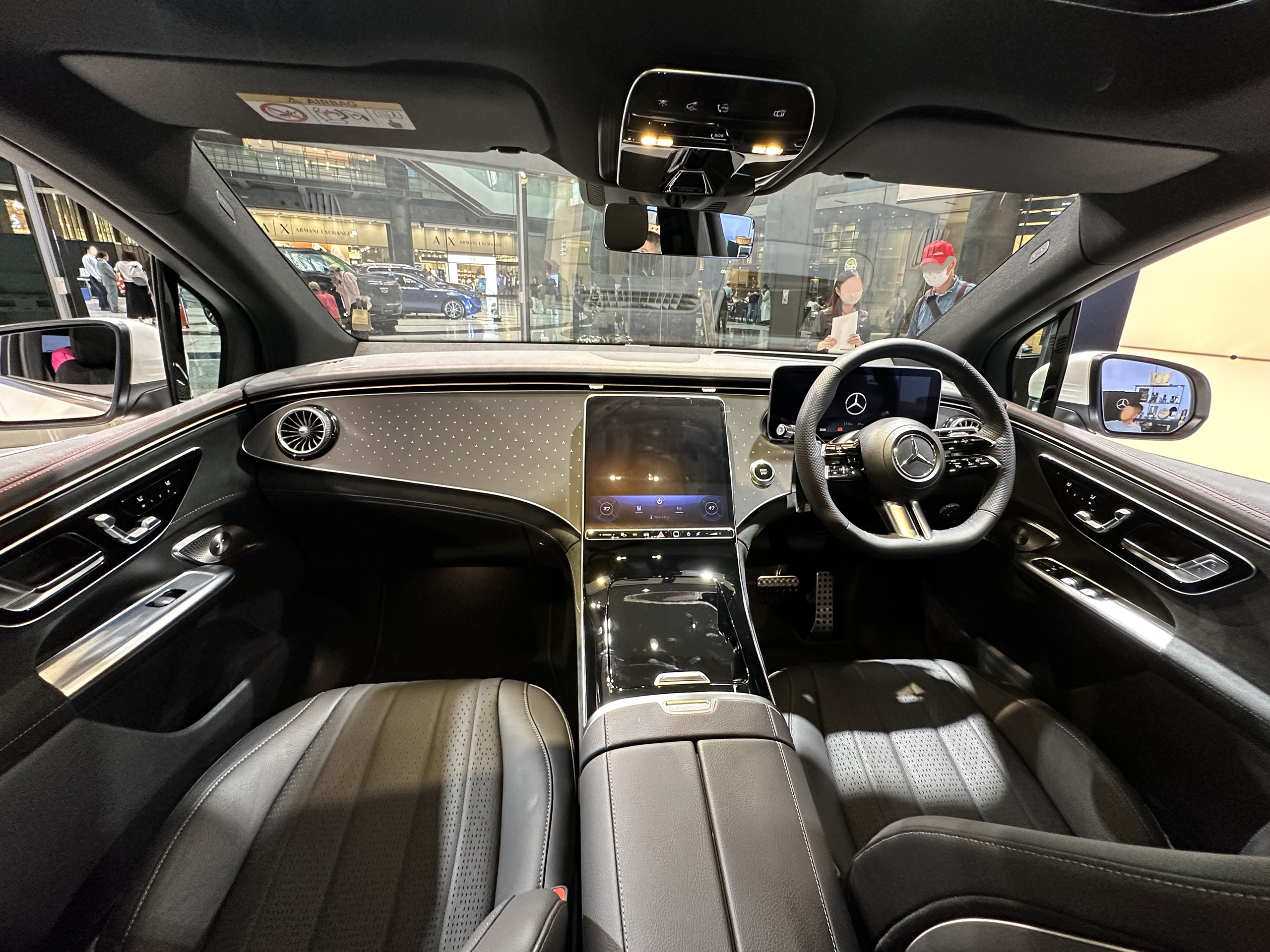
EQE 350 4MATIC SUV（MBUX ハイパースクリーン非装着時）
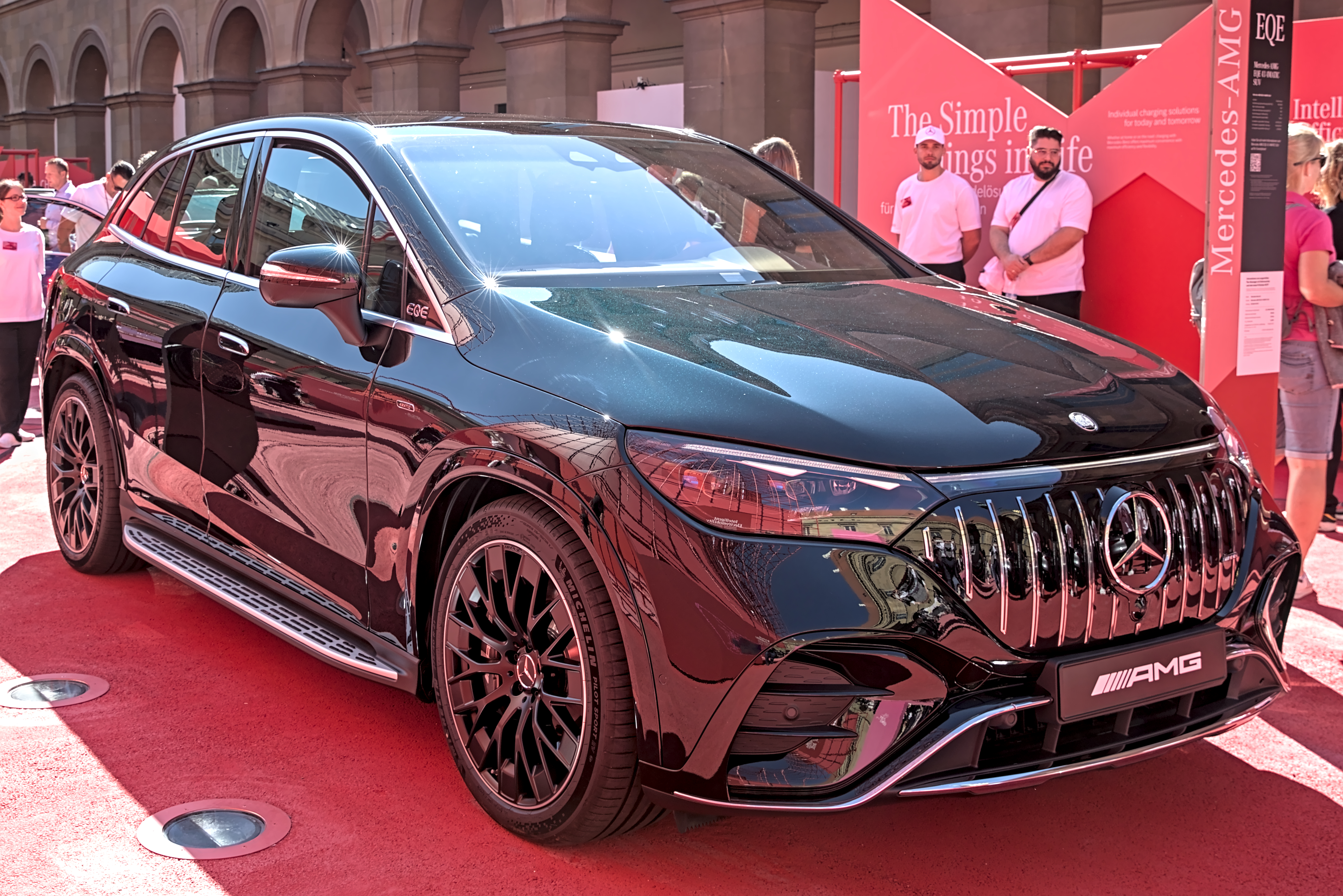
Mercedes-AMG EQE 43 4MATIC SUV
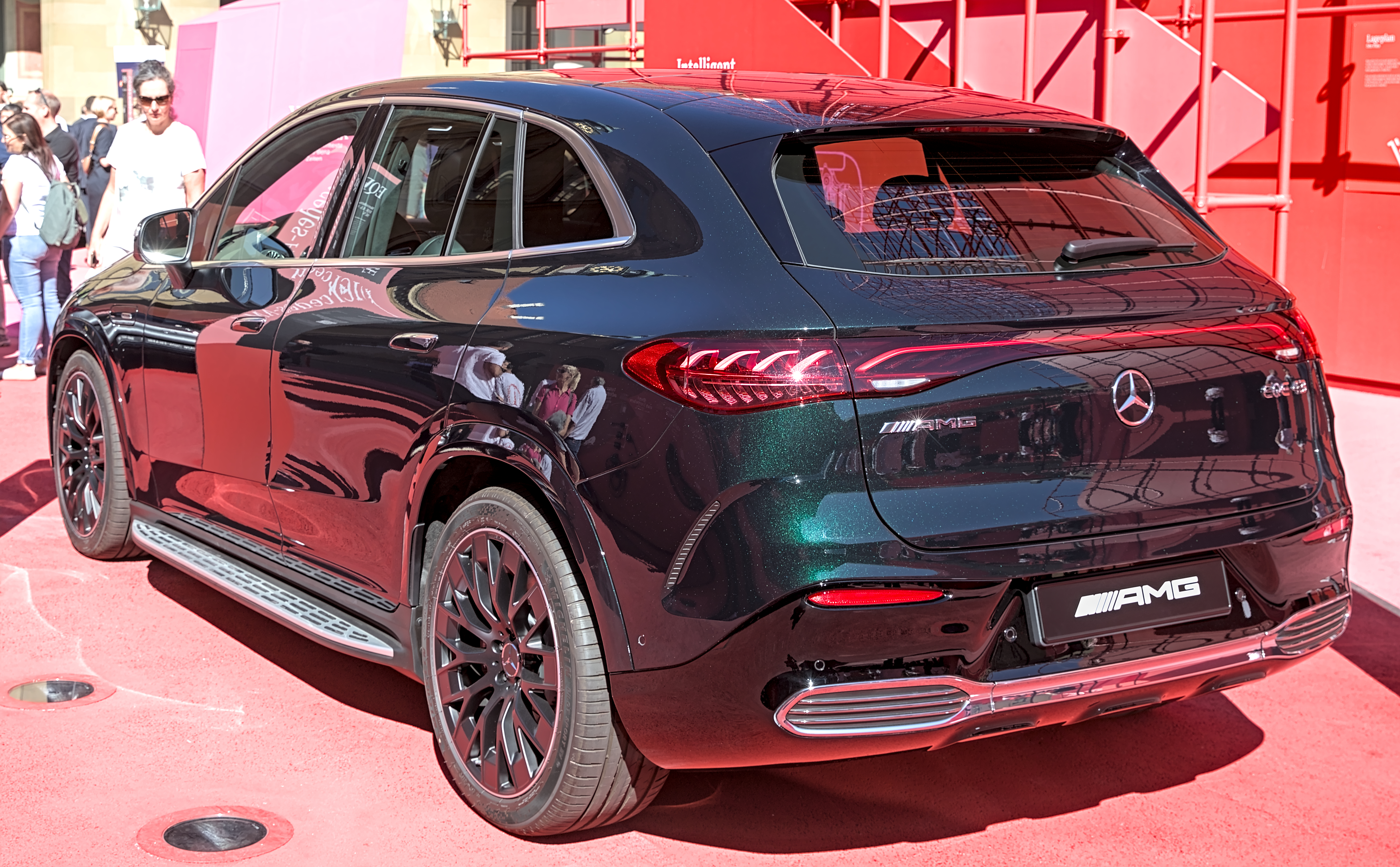
Mercedes-AMG EQE 43 4MATIC SUV
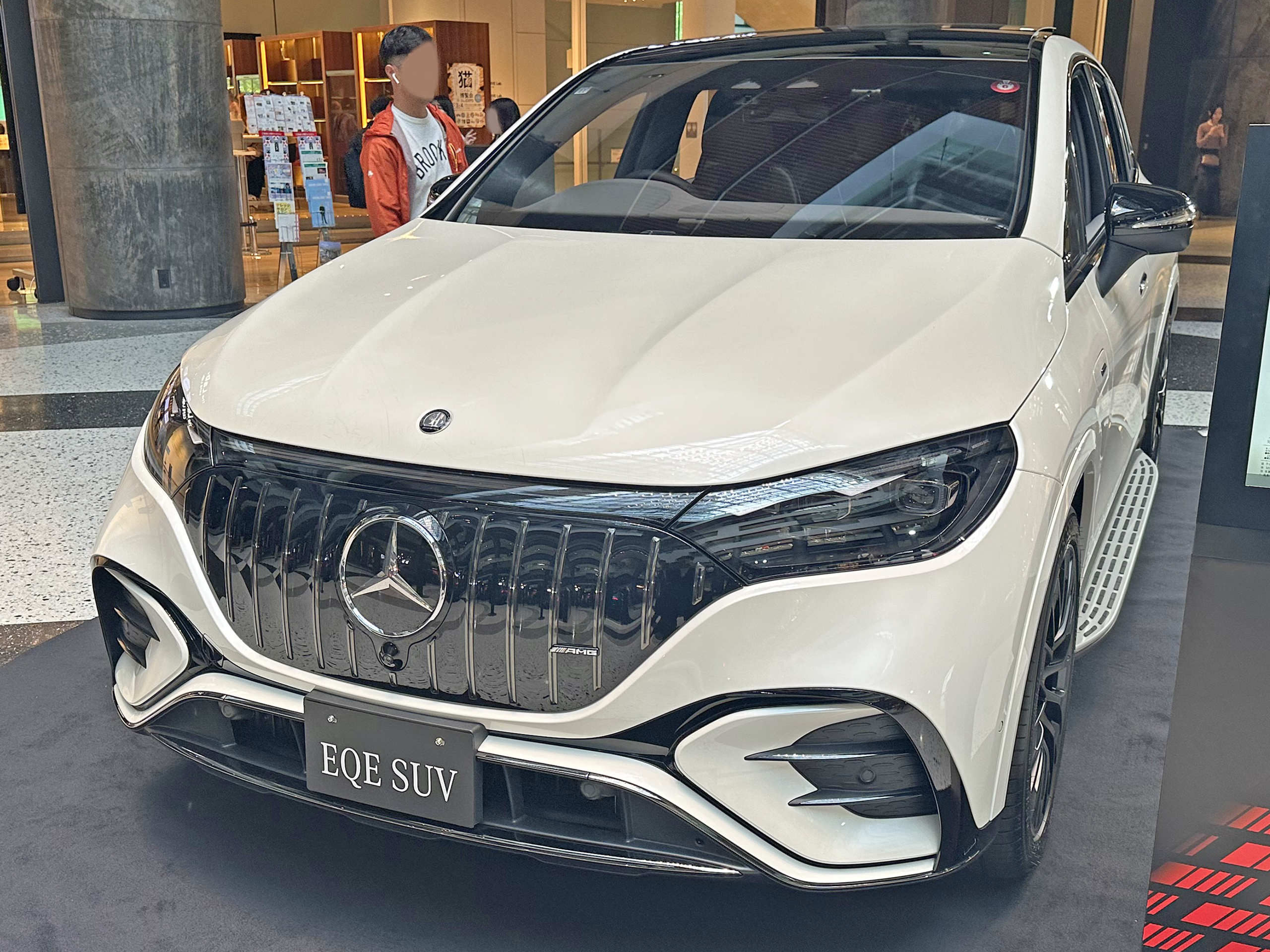
Mercedes-AMG EQE 53 4MATIC+ SUV
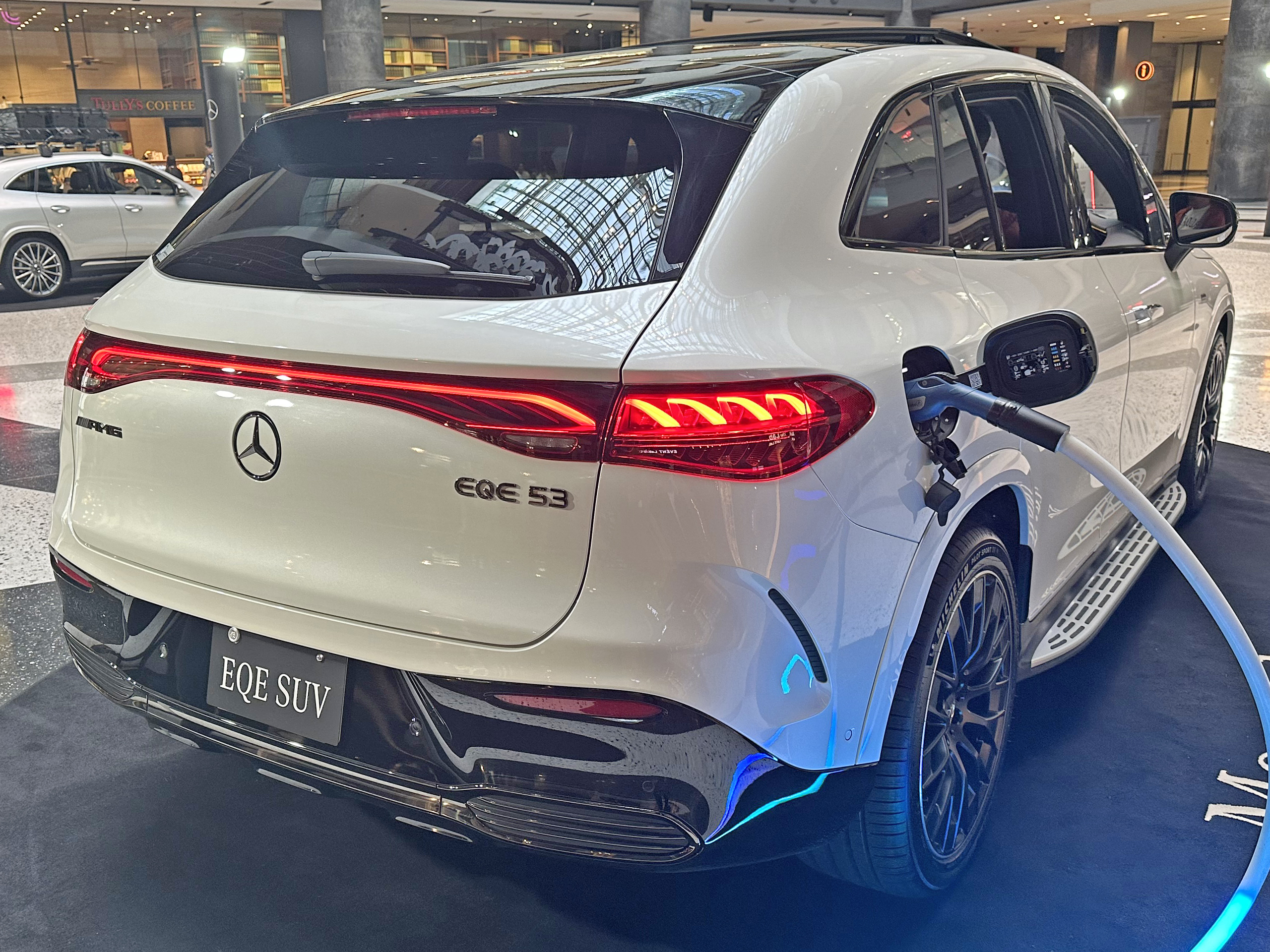
Mercedes-AMG EQE 53 4MATIC+ SUV

## テクニカルデータ
RWD仕様はリアに1基、4WD仕様はフロント/リアに各1基の交流同期モーターが搭載される。全モデルに90.6kWhのリチウムイオンバッテリーが搭載される。
2024年11月現在、日本市場には、「EQE 350 4MATIC SUV」と「Mercedes-AMG EQE 53 4MATIC+ SUV」の2モデルが導入されている。日本向け仕様では、車外へ電力を供給する給電機能（V2H/V2L）が搭載される。
ラインアップは、以下の通り。
| モデル                          | 販売時期 | 駆動方式 | 最高出力        | 最大トルク | WTLP航続距離 |
| ------------------------------- | -------- | -------- | --------------- | ---------- | ------------ |
| EQE 350+ SUV                    | 2023 -   | RWD      | 215 kW (292 PS) | 565 Nm     | 590 km       |
| EQE 350 4MATIC SUV              | 2023 -   | 4WD      | 215 kW (292 PS) | 765 Nm     | 558 km       |
| EQE 500 4MATIC SUV              | 2023 -   | 4WD      | 300 kW (408 PS) | 858 Nm     | 547 km       |
| Mercedes-AMG EQE 43 4MATIC SUV  | 2023 -   | 4WD      | 350 kW (476 PS) | 858 Nm     | 488 km       |
| Mercedes-AMG EQE 53 4MATIC+ SUV | 2023 -   | 4WD      | 460 kW (625 PS) | 950 Nm     | 375-470 km   |